# Albert Fortell

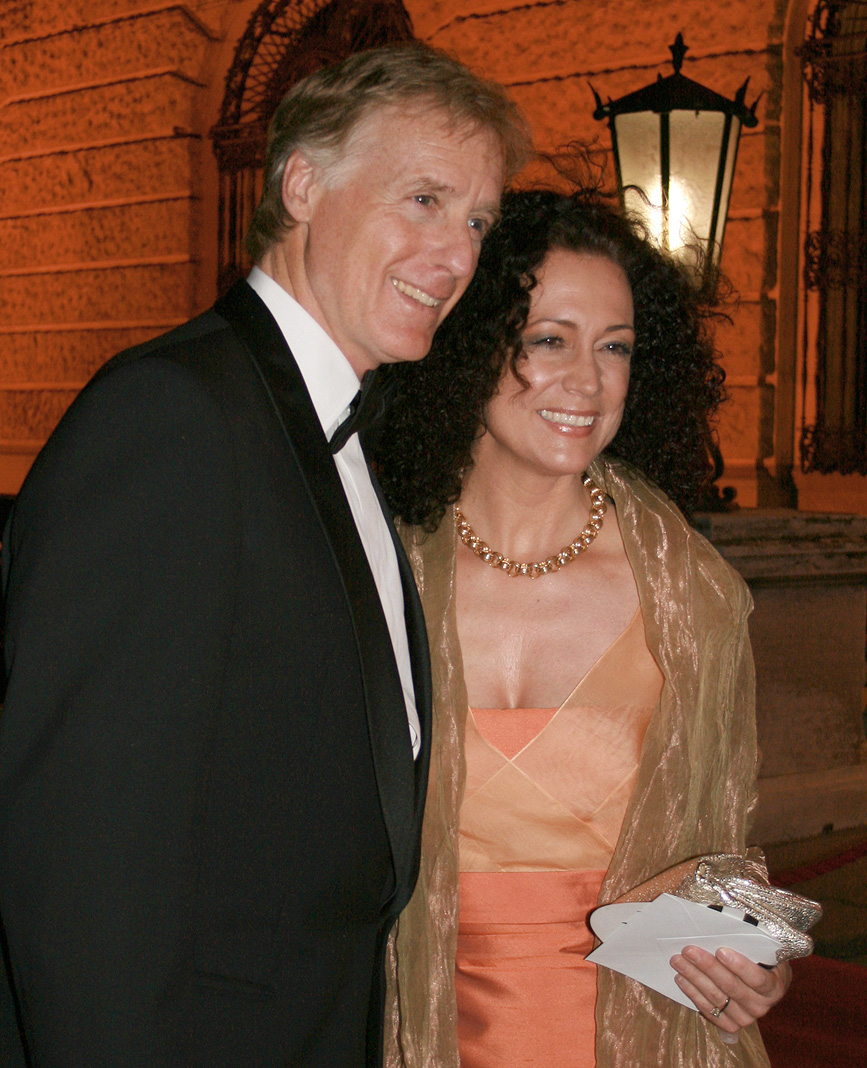
Albert Fortell und Barbara Wussow bei der Romyverleihung 2008 in Wien

Albert Fortell (* 5. Juli 1952 in Wien als Adalbert Fortelni) ist ein österreichischer Schauspieler und Drehbuchautor.

## Leben
Albert Fortell (mit bürgerlichem Namen Adalbert Fortelni) wurde am 5. Juli 1952 in Wien als Sohn des Schauspielers Bert Fortell – mit bürgerlichem Namen ebenfalls Adalbert Fortelni – (1924–1996) und dessen Gattin Gerda Fortelni geboren. Seine Mutter verstarb 2007.
Fortell besuchte eine katholische Volksschule in Grinzing. Nach zwei Jahren am Gymnasium wechselte er in die „American International School“ in Wien, deren Abschluss ihm die Hochschulreife brachte. Während seiner Zeit an dieser Schule war er Mitglied des dortigen Drama-Clubs und spielte in diversen Schulaufführungen mit. Außerdem gründete er eine Schulband.
Fortell begann an der Universität Wien das Studium der Rechtswissenschaften, das er 1980 als Magister abschloss. Bereits während des Studiums absolvierte er zudem eine Schauspielausbildung am „Max Reinhardt Seminar“, die er ebenfalls 1980 mit Diplom beendete. An weiteren besuchten Kursen sind ein Musicalworkshop bei Susi Nicoletti in Salzburg und ein viermonatiger Acting Workshop bei Nina Foch in Los Angeles erwähnenswert. Er besuchte außerdem ein halbjähriges Seminar für Drehbuchautoren an der UCLA in Los Angeles. Durch seine Tätigkeit in den USA wurde er Mitglied in der US-amerikanischen Schauspielgewerkschaft Screen Actors Guild (SAG).
Seit 1990 ist er mit der Schauspielerin Barbara Wussow verheiratet. Die beiden haben zwei Kinder.

### Schauspielerisches Wirken
Ein erstes Bühnenengagement erhielt Fortell am Theater in der Josefstadt, wo er unter der Regie Hans Jarays in Ferenc Molnárs Spiel im Schloss als Theaterschauspieler debütierte. Weitere Theaterstationen waren unter anderem das Wiener Volkstheater, die Freie Bühne Wien unter Topsy Küppers und die Komödie im Bayerischen Hof in München. Einen Gastauftritt absolvierte er auf der legendären Löwinger Bühne. Zusammen mit seiner Frau Barbara Wussow trat er auch in zahlreichen Tourneegastspielen in Deutschland, Österreich und der Schweiz auf.
Ab Anfang der 1980er Jahre wirkte Fortell zudem in Film- und Fernsehproduktionen mit. 1981 drehte er unter der Regie von Christian-Jaque den mehrteiligen Fernsehfilm Wettlauf nach Bombay. Es folgten kleinere Rollen in US-amerikanischen Produktion wie Marvin J. Chomskys Albert-Speer-Biografie Inside the Third Reich und dem Kriegsfilm Das Kommando mit Lewis Collins und Richard Widmark. 1987 übersiedelte Fortell für zwölf Jahre in die USA, wo er der Screen Actors Guild beitrat. Er spielte u. a. in Fernsehserien wie 55 Lime Street (mit Robert Wagner und Lew Ayres) sowie im Kinothriller Little Nikita (mit Sidney Poitier und River Phoenix). Neben seiner Arbeit als Film- und Fernsehschauspieler wirkte Fortell zudem bei einer Theaterproduktion von Harold Pinters Betrayal am „Back Alley Theatre“ in Los Angeles mit.
Weitere Film- und Fernsehauftritte hatte Fortell in dem Thriller Der Stein des Todes (mit Elke Sommer), Rainer Erlers sozialkritischem Film News – Bericht über eine Reise in eine strahlende Zukunft, dem Fernsehfilm Melodie der Herzen nach Rosamunde Pilcher und dem Historiendrama Kronprinz Rudolf. Teilweise gehörte Fortell auch zur Stammbesetzung von Fernsehserien wie der Krimiserie Blaues Blut (mit Capucine), der Familiensaga Schloss Hohenstein – Irrwege zum Glück und der Hotelserie Schlosshotel Orth. Außerdem übernahm er zahlreiche Gastrollen in anderen Serien wie SOKO 5113 und In aller Freundschaft.
2010 spielte er in der Telenovela Sturm der Liebe den Unternehmensberater Dr. Wolfgang Degen (Folge 1061–1067).

### Sonstiges
1982 traf Fortell in Salzburg anlässlich einer Lesung die Schauspielerin Barbara Wussow, Tochter des Schauspielerehepaares Ida Krottendorf und Klausjürgen Wussow. Die beiden wurden ein Paar und heirateten 1990. 1998 kam Sohn Nikolaus, 2005 Tochter Johanna zur Welt. Gemeinsam spielte das Paar Wussow/Fortell in verschiedenen Theater- und Fernsehproduktionen, so in der Fernsehserie Die Leute von St. Benedikt sowie einzelnen Episoden von Eurocops, Blaues Blut und Schlosshotel Orth sowie in der ARD-/RAI-Produktion Ariadne nach Anton Tschechov.
Fortell verfasste mehrere Drehbücher. Sein Theaterstück Kurzschluß brachte er gemeinsam mit seiner Frau über 200-mal zur Aufführung. Er gestaltet Rezitationsabende (etwa die „Lesung des Schreckens“ nach Texten von Edgar Allan Poe und Roald Dahl) bei den Salzburger Festspielen. Fortell arbeitet auch als Synchronsprecher, unter anderem für die österreichische Fassung der US-Serie Serpico, sowie als Sprecher für Werbejingles.
1994 gehörte er dem Gründungskuratorium des Verbandes Österreichischer Filmschauspieler (VÖFS) an und wurde dadurch Mitglied im Dachverband der Österreichischen Filmschaffenden. Nach zweijähriger Tätigkeit im Vorstand wurde er für zwei Jahre zum Obmann des Verbandes gewählt.
2001 wurde er von der damaligen Bundesregierung in den ORF-Stiftungsrat berufen. Er gehörte diesem Gremium bis Februar 2006 an.
2003 wurde er vom oberösterreichischen Landeshauptmann Pühringer mit der Kulturmedaille des Landes Oberösterreich ausgezeichnet.
2012 wurde er Gründungsmitglied der Künstlervereinigung Les Montmartrois de Vienne, die in Wien von Les Montmartrois en Europe ins Leben gerufen wurde.
2013 wurde Fortell Mitglied im „Advisory Board“ des Institute for Cultural Diplomacy (ICD).
2017 gründete er aufgrund seines Interesses an Biografien anderer und als weiteres Standbein „das-videoportrait.at“.

## Filmografie (Auswahl)
- 1981: Wie Böhmen noch bei Österreich war
- 1981: Der kleine Lord
- 1981: Wettlauf nach Bombay (La Nouvelle malle des Indes)
- 1981: Parallelen
- 1982: Inside the Third Reich
- 1982: Das Kommando (Who Dares Wins)
- 1983: 55 Lime Street – Serie
- 1985: Morgengrauen (Hauptrolle)
- 1985: Red Heat
- 1986: News – Bericht über eine Reise in eine strahlende Zukunft (Hauptrolle)
- 1986: Der Stein des Todes – Death Stone (Hauptrolle)
- 1988: Little Nikita
- 1990: Blaues Blut – Serie (Hauptrolle)
- 1990: Ariadne nach Anton Tschechow – ARD/RAI (Hauptrolle)
- 1992: Oh Fichtenbaum – ORF/ZDF (Hauptrolle)
- 1992: Happy Holiday (Fernsehserie)
- 1992/1993: Die Leute von St. Benedikt – ORF/ZDF – Serie (Hauptrolle)
- 1992/1993: Schloß Hohenstein – 6-Teiler ARD (Hauptrolle)
- 1993: Johanna – SAT.1
- 1993: Septembergewitter – SAT.1
- 1993: Glückliche Reise – Island
- 1996: Immer Ärger mit Arno – Serie (Hauptrolle)
- 1996: Schlosshotel Orth – ORF/ZDF – Serie (Hauptrolle)
- 1998: Rosamunde Pilcher – Melodie der Herzen – ZDF
- 2000: Der Zauber des Rosengartens – ARD
- 2000: Höllische Nachbarn – Nur Frauen sind schlimmer – RTL
- 2000–2005: Schlosshotel Orth – Serie (Hauptrolle)
- 2003: Mein Mann, mein Leben und du (auch Autor) – ZDF
- 2006: Kronprinz Rudolfs letzte Liebe
- 2006: SOKO 5113 – Comeback
- 2006: In aller Freundschaft – Gasthauptrolle
- 2007: Inga Lindström – Der Zauber von Sandbergen
- 2007: Die Rosenheim-Cops – Die verräterische Beute
- 2008–2010: Die Alpenklinik
- 2010: Sturm der Liebe
- 2011: Rosamunde Pilcher – Englischer Wein
- 2011: Der Staatsanwalt – Das Duell
- 2012: Dancing Stars – 7. Staffel
- 2012: In aller Freundschaft – Gasthauptrolle
- 2012: SOKO Stuttgart – Killesberg Ladies
- 2012: SOKO Stuttgart – Um Haaresbreite
- 2013: Kreuzfahrt ins Glück – Hochzeitsreise in die Provence

## Theater (Auswahl)
- Die beiden Veroneser – W. Shakespeare
- Die Räuber – F. Schiller
- Spiel im Schloß – F. Molnár
- Therese Raquin – E. Zola
- Eine glückliche Frau – freie Bühne Wieden – Topsy Küppers
- Das Himmelbett – J. de Hartog
- Betrayal – H. Pinter
- Die Lorbeeren des Herrn Schütz – J.Luis Fenwick
- Kurzschluß – A. Fortell – Albert Fortell (Autor)